# Сборная России по пляжному регби
Сборная России по пляжному регби – национальная команда, представляющая Россию на международных соревнованиях. Выступает под эгидой Федерации регби России
Впервые команда была сформирована в 2011 году для участия в международном фестивале пляжного регби "Anglet Beach Rugby Festival" в Англет (Франция). Состав команды был основан на игроках казанского клуба Динамо-Энергия. Главным тренером команды стал Павел Александрович Калашкин.
С 2017 года команда принимает участие в Чемпионате Европы по пляжному регби под эгидой Rugby Europe, регулярно проводящемся в Москве, где стабильно занимает призовые места.

## Состав команды
На Чемпионат Европы 2019
| Игрок            | Клуб      |
| ---------------- | --------- |
| Павел Кривошеев  | Энергия   |
| Вадим Кротов     | Энергия   |
| Карим Маников    | Энергия   |
| Антон Софронов   | Энергия   |
| Денис Троценко   | Энергия   |
| Петр Ботнараш    | ЦСКА      |
| Иустин Петрушка  | ЦСКА      |
| Ян Будников      | Самара    |
| Амир Шамшутдинов | Самара    |
| Николай Балесков | Слава     |
| Роман Петров     | Металлург |
| Георгий Колосов  | Динамо    |